# ازدنیک لوکاش
اِزدِنی‌یک لوکاش (چکی: Zdeněk Lukáš؛ ۲۱ اوت ۱۹۲۸ – ۱۳ ژوئیهٔ ۲۰۰۷) موسیقی‌دان و آهنگساز پُرکار اهل چکسلواکی بود که بیش از ۳۳۰ اثر از خود به‌جای گذاشت.
از فیلم‌ها یا مجموعه‌های تلویزیونی که وی در آن‌ها نقش داشته‌است می‌توان به گوی آذرخش اشاره نمود.